# Dusona opima
Dusona opima är en stekelart som först beskrevs av Cresson 1874.  Dusona opima ingår i släktet Dusona och familjen brokparasitsteklar. Inga underarter finns listade i Catalogue of Life.